# Pecos (Texas)
Pecos ist die Bezirkshauptstadt und Sitz der Countyverwaltung (County Seat) des Reeves County im US-Bundesstaat Texas in den Vereinigten Staaten. Das U.S. Census Bureau hat bei der Volkszählung 2020 eine Einwohnerzahl von 12.916 ermittelt.

## Geographie
Die Stadt liegt im Westen von Texas, am Ostufer des Pecos River an den U.S. Highways 80 und 285 sowie der Interstate 20, ist im Norden etwa 40 Kilometer von New Mexico entfernt und hat eine Gesamtfläche von 18,9 km².

## Geschichte
Die Stadt entstand 1881 im Rahmen des Baus der Eisenbahnlinie Texas and Pacific Railroad, als ein Bahnhof an der Stelle errichtet wurde, wo bereits ein Camp bestand, an dem Rinderherden über eine Furt den Pecos River überquerten. Seit 1884 ist Pecos die Hauptstadt des Reeves Countys. In den 1890er Jahren erlangte die Stadt wegen der zahlreichen Schießereien und Revolverduelle überregionale Beachtung. 1900 gab es zwei Schulen in Pecos mit zusammen 148 Schülern. Die First National Bank of Pecos öffnete 1904.
Durch die Einführung künstlicher Bewässerung entwickelte sich Pecos zu einem Anbaugebiet von Baumwolle, Zwiebeln und Cantaloupe-Melonen und zu einem Versorgungszentrum für umliegende Farmen, Ranches und Ölfelder. Während des Zweiten Weltkrieges wurden zahlreiche militärische Einrichtungen nach Pecos verlegt und der Militärflugplatz „Pecos Army Air Field“ gebaut.
In den 1960er Jahren erlebte Pecos einen wirtschaftlichen Aufschwung durch den in der Nähe stattfindenden Schwefelabbau. Als Ende der 1980er und Anfang der 1990er Jahre die Schwefelminen geschlossen wurden, geriet die Stadt in eine wirtschaftliche Krise und verlor in den Folgejahren etwa ein Drittel der Bevölkerung.

## Demografische Daten
Nach der Volkszählung im Jahr 2000 lebten hier 9.501 Menschen in 3.168 Haushalten und 2.455 Familien. Die Bevölkerungsdichte betrug 501,8 Einwohner pro km2. Ethnisch betrachtet setzte sich die Bevölkerung zusammen aus 76,32 % weißer Bevölkerung, 2,45 % Afroamerikanern, 0,46 % amerikanischen Ureinwohnern, 0,47 % Asiaten, 0,01 % Bewohnern aus dem pazifischen Inselraum und 18,06 % aus anderen ethnischen Gruppen. Etwa 2,22 % waren gemischter Abstammung und 79,57 % der Bevölkerung waren spanischer oder lateinamerikanischer Abstammung.
Von den 3.168 Haushalten hatten 39,9 % Kinder unter 18 Jahre, die im Haushalt lebten. 59,0 % davon waren verheiratete, zusammenlebende Paare. 13,9 % waren allein erziehende Mütter und 22,5 % waren keine Familien. 20,4 % aller Haushalte waren Singlehaushalte und in 9,6 % lebten Menschen, die 65 Jahre oder älter waren. Die Durchschnittshaushaltsgröße betrug 2,97 und die durchschnittliche Größe einer Familie belief sich auf 3,47 Personen.
32,5 % der Bevölkerung waren unter 18 Jahre alt, 8,7 % von 18 bis 24, 24,2 % von 25 bis 44, 21,7 % von 45 bis 64, und 13,0 % die 65 Jahre oder älter waren. Das Durchschnittsalter war 33 Jahre. Auf 100 weibliche Personen aller Altersgruppen kamen 93,3 männliche Personen. Auf 100 Frauen im Alter von 18 Jahren und darüber kamen 89 Männer.

Das jährliche Durchschnittseinkommen eines Haushalts betrug 24.943 USD, das Durchschnittseinkommen einer Familie 26.376 USD. Männer hatten ein Durchschnittseinkommen von 25.867 USD gegenüber den Frauen mit 13.874 USD. Das Prokopfeinkommen betrug 11.857 USD. 27,1 % der Bevölkerung und 23,4 % der Familien lebten unterhalb der Armutsgrenze. Davon waren 36,0 % Kinder und Jugendliche unter 18 Jahren und 15,6 % waren 65 oder älter.